# Elaphocera hispalensis
Elaphocera hispalensis är en skalbaggsart som beskrevs av Jules Pièrre Rambur 1843. Elaphocera hispalensis ingår i släktet Elaphocera och familjen Melolonthidae. Inga underarter finns listade i Catalogue of Life.